# Reichszeugmeisterei
El Reichszeugmeisterei (traducido como, Oficina de Control del Reich) (en alemán: [ˈʁaɪçs.tsɔʏkmaɪstəˌʁaɪ], abreviado, RZM), ubicada formalmente en Múnich, fue la primera y eventualmente la principal Zeugmeisterei (cuartel maestro), una oficina cuya tarea era controlar la calidad de los materiales sumministrados, así como el suministro y la venta de estos productos a divisiones y organizaciones del NSDAP. Sustituyó a la SA-Wirtschaftsstelle, la agencia de ventas de las Sturmabteilung.
En 1945, después de la derrota de Alemania en la Segunda Guerra Mundial, el departamento fue confiscado y clausurado por los Aliados, junto a otras organizaciones del Partido nacionalsocialista. 

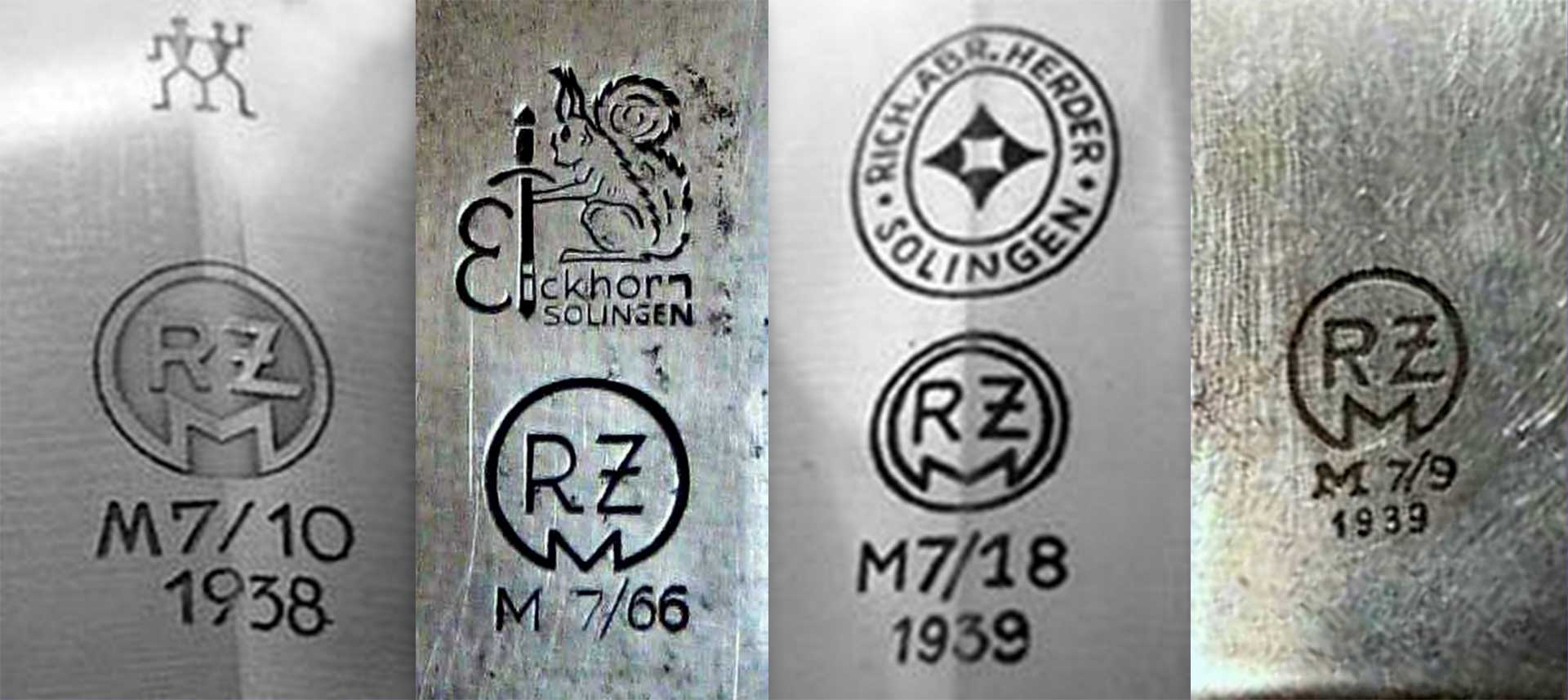
Navajas y dagas de las Juventudes Hitlerianas marcadas con «RZM»

## Creación y tareas
En los primeros años de su existencia, los miembros del NSDAP y las SA no estaban vestidos con uniformes completos, la mayoría de ellos vestían trajes mixtos y domésticos, gorras grises y brazaletes con una esvástica.
Luego de que se levantó la prohibición del NSDAP, Adolf Hitler ya en 1925 en sus "Directivas para la reorganización del NSDAP y las SA" (Richtlinien zur Neuaufstellung von NSDAP und SA) indicó que los soldados de asalto (SA) deberían usar camisas marrones y uniformes con gorras para eliminar confusiones/errores y para reconocerse mutuamente en las batallas callejeras, que en vísperas de las numerosas elecciones durante la República de Weimar eran una cuestión habitual.

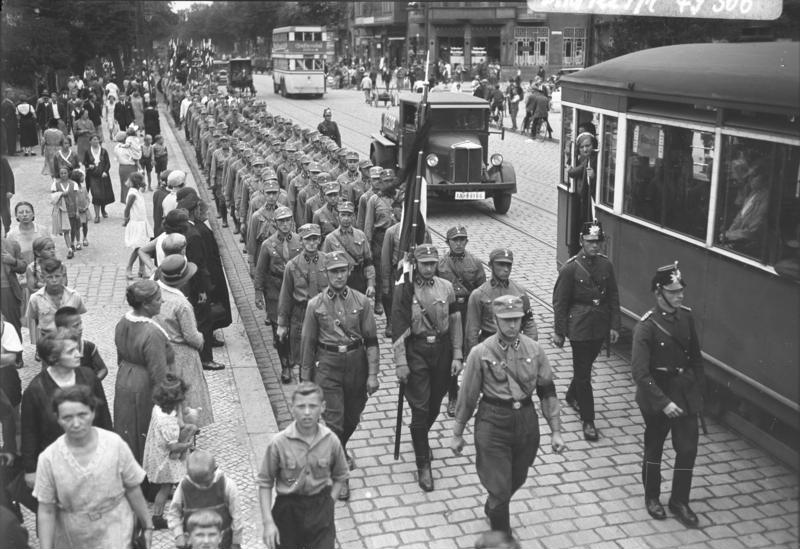
Las SA con uniformes marchando en Spandau en 1932.

En 1927, se introdujeron gorras marrones e insignias de manga de color para brindar uniformidad a los uniformes de las SA, que en ese momento consistían en camisas, calzones, botas y gorras marrones. Todos los uniformes en el periodo de 1926 a 1927, fueron comprados exclusivamente a través de la «División Comercial de las SA» (SA-Wirtschaftsstelle) en Múnich.
Hasta 1933, sin embargo, los nacionalsocialistas no siempre tenían un uniforme completo porque muchos de ellos no tenían los medios para comprarlo, mientras que numerosas órdenes y prohibiciones impedían la producción independiente de uniformes. Debido al aumento significativo de voluntarios de las SA, Hitler dio instrucciones a las SA para crear un «Zeugmeisterei» (Oficina para el control de costura, fabricación, suministro uniformes, insignias, equipos, y accesorios) Posteriormente, también se crearon departamentos similares en varias otras grandes ciudades del Tercer Reich.
La coordinación de las actividades de todos estos departamentos se confió a la institución en Múnich, lo que llevó a la asignación del nombre "Reichszeugmeisterei" (abreviado, RZM).

## Edificio de oficinas

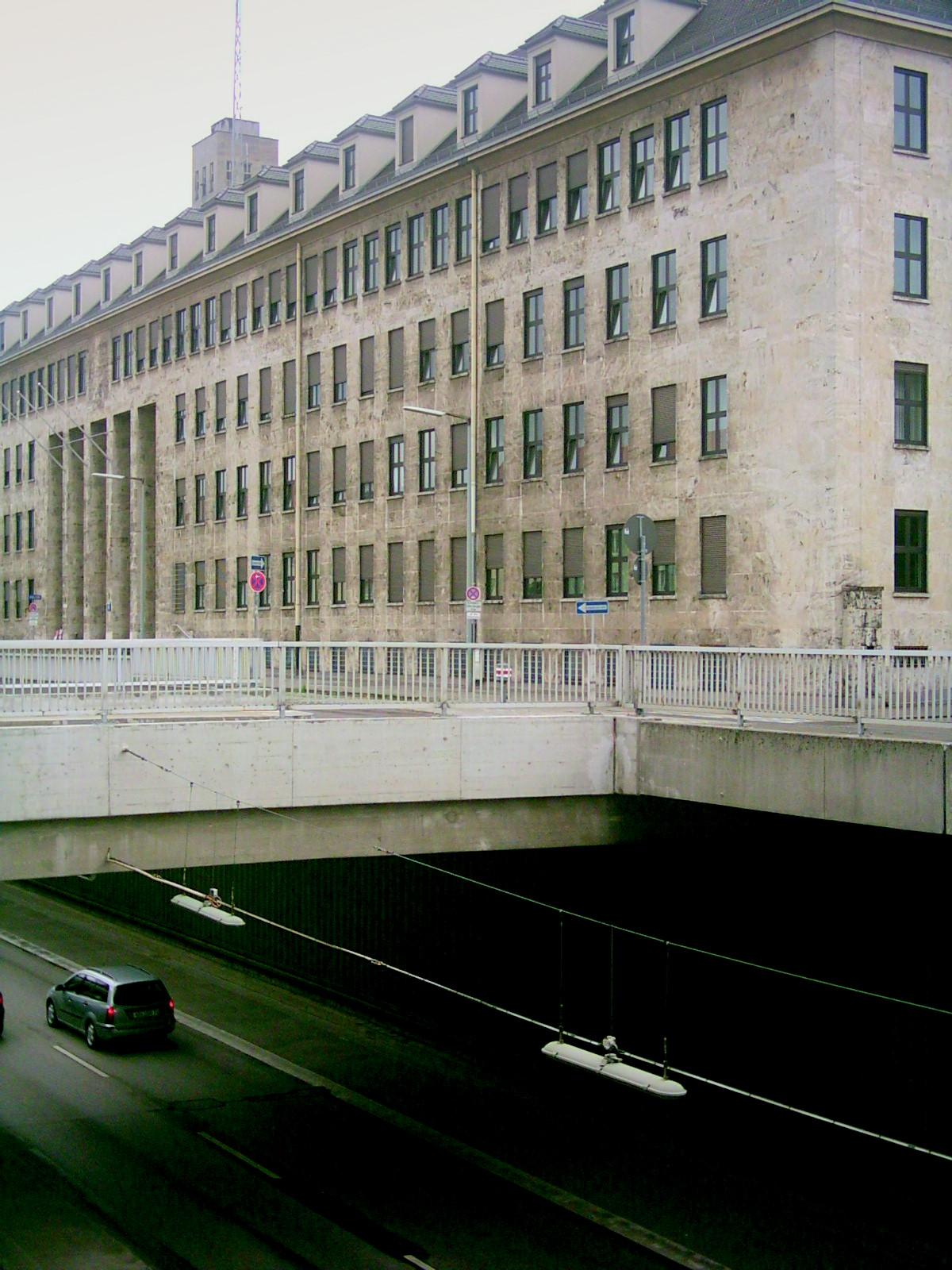
Edificio de la antigua oficina del RZM en Múnich.

Al principio, antes de que se terminara el edificio de oficinas de RZM, la oficina del RZM estaba ubicada en Schwanthaler Straße y luego en las oficinas de la antigua SA-Wirtschaftsstelle en Tegernseer Landstraße. El edificio RZM en sí fue construido en la finca de la antigua Wagen- und Maschinenfabrik Gebr. Beißbarth OHG, que fue adquirida por el NSDAP del Bayerische Hypotheken- und Wechselbank en 1934. Los arquitectos locales Paul Hofer y Karl Johann Fischer fueron encargados por el NSDAP-Reichsleitung con el diseño del edificio principal RZM en el "nuevo distrito" de Múnich. La dirección principal de la construcción fue supervisada por Josef Heldmann. La gran construcción fue una de las primeras en Alemania en ser construida con tecnología de metalcom. La construcción comenzó en 1935 y el edificio estaba casi terminado hacía 1937. Estaba rodeado de bloques de alojamiento para los trabajadores del RZM. 

### Posguerra
Después de la Segunda Guerra Mundial, las fuerzas de los Estados Unidos ocuparon el complejo, y el Reichsadler y la esvástica fueron retirados de la fachada del edificio principal. El edificio principal se convirtió en el bloque no. 7 de los Estados Unidos: McGraw Kaserne. Desde la retirada de las tropas estadounidenses de Múnich en la década de 1990, el edificio principal ha sido utilizado por un departamento satélite de la sede de la policía de Múnich